# Дифференциальная диагностика
Дифференциа́льная диагно́стика (от лат. differentia «разность», «различие») в медицине — способ диагностики, исключающий не подходящие по каким-либо фактам
заболевания со сходными симптомами, что в конечном счёте должно свести диагноз к единственно вероятной болезни.

## Использование компьютерной техники
Существуют компьютерные программы, которые позволяют полностью или частично провести дифференциальную диагностику.
Существуют системы, предназначенные для диагностики таких заболеваний, как шизофрения, болезнь Лайма или ассоциированная пневмония. Существуют такие программы, как QMR, DiagnosisPro, и VisualDx.